# Comfort (Failure)
Comfort è l'album di debutto del gruppo musicale statunitense Failure, pubblicato il 15 settembre 1992 dalla Slash Records.

## Tracce
Testi e musiche di Ken Andrews.
1. Submission – 3:23
2. Macaque – 4:59
3. Something – 2:53
4. Screen Man – 6:15
5. Swallow – 2:31
6. Muffled Snaps – 3:55
7. Kindred – 2:21
8. Pro-Catastrophe – 3:09
9. Princess – 1:21
10. Salt Wound – 6:34

## Formazione
- Ken Andrews – voce, chitarra
- Greg Edwards – basso
- Robert Gauss – batteria, percussioni